# سید رمضان محسن‌پور
سید رمضان محسن‌پور پزشک عمومی و معاون وزارت خانه‌های بهداشت و آموزش و پرورش، قائم‌مقام محترم وزیر بهداشت، درمان و آموزش پزشکی و همچنین سرپرست وزارت آموزش و پرورش در دوره ریاست جمهوری محمود احمدی‌نژاد بود.
او در دوره ای ریاست هلدینگ بهداشت و تجهیزات پزشکی آستان قدس رضوی را بر عهده داشت. محسن پور در قضیه مسمومیت زنجیره‌ای در مدارس دخترانه ایران به عنوان نماینده وزیر آموزش و پرورش حضور داشته و با هرگونه مجازی کردن کلاس‌های دانش آموزان در آن دوره مخالفت کرد.
وی همچنین در حال حاضر مشاور معاون امور علمی، فرهنگی و اجتماعی سازمان برنامه و بودجه می‌باشد.